# Michael Boogerd
Michael Boogerd (La Haya, Países Bajos, 28 de mayo de 1972) es un ex ciclista profesional neerlandés, activo entre 1994 y 2007.
El 6 de marzo de 2013, confesó en una entrevista a De Telegraaf-Telesport haberse dopado durante su estancia en el conjunto Rabobank con EPO, esteroides y transfusiones de sangre.
El 6 de enero de 2016, la UCI sancionó a Michael con dos años de inhabilitación por las violaciones de las normas antidopaje que cometió durante su carrera como ciclista. Esta sanción le impedirá ejercer de director deportivo del equipo Roompot/Orange Cycling Team.

## Palmarés
| 1996 - 1 etapa del Tour de Francia - Acht van Chaam 1997 - Campeonato de los Países Bajos en Ruta 1998 - Campeonato de los Países Bajos en Ruta - Semana Catalana, más 1 etapa 1999 - Amstel Gold Race - París-Niza, más 1 etapa - 1 etapa de la Vuelta al País Vasco - 1 etapa de la Vuelta a la Comunidad Valenciana - Giro d'Emilia - G. P. Bruno Beghelli - Acht van Chaam 2000 - 1 etapa de la Tirreno-Adriático | 2001 - Flecha Brabanzona - Semana Catalana - 2 etapas de la Vuelta a la Comunidad Valenciana - 1 etapa de la Tirreno-Adriático - 1 etapa de la Challenge Ciclista a Mallorca - 1 etapa de la Vuelta a Renania-Palatinado 2002 - 1 etapa del Tour de Francia - 1 etapa de la Vuelta a los Países Bajos 2003 - Flecha Brabançona 2006 - Campeonato de los Países Bajos en Ruta |

## Resultados

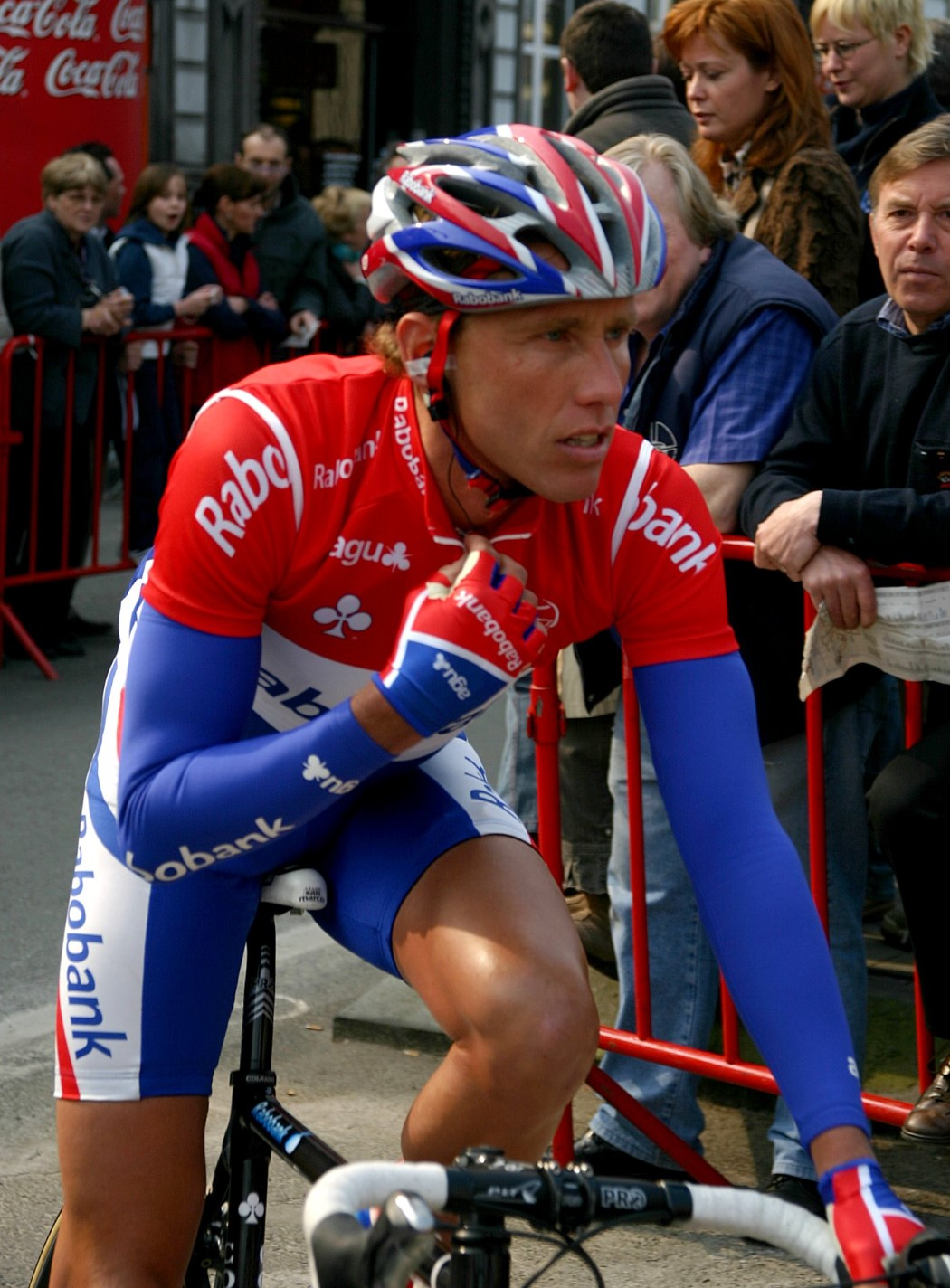
Michael Boogerd antes de comenzar la E3 Harelbeke de 2007

Durante su carrera deportiva ha conseguido los siguientes puestos en Grandes Vueltas y carreras de un día.

### Grandes Vueltas
| Carrera | Carrera         | 1993 | 1994 | 1995 | 1996 | 1997 | 1998 | 1999 | 2000 | 2001 | 2002 | 2003 | 2004 | 2005 | 2006 | 2007 |
| ------- | --------------- | ---- | ---- | ---- | ---- | ---- | ---- | ---- | ---- | ---- | ---- | ---- | ---- | ---- | ---- | ---- |
|         | Giro de Italia  | —    | —    | —    | —    | —    | —    | —    | —    | —    | 17.º | —    | —    | —    | —    | —    |
|         | Tour de Francia | —    | —    | —    | 31.º | 16.º | 5.º  | 56.º | Ab.  | 10.º | 12.º | 32.º | 74.º | 24.º | 13.º | 12.º |
|         | Vuelta a España | —    | —    | 42.º | —    | —    | 49.º | —    | —    | —    | —    | —    | —    | —    | 90.º | —    |

### Clásicas, Campeonatos y JJ. OO.
| Carrera               | Carrera               | 1993          | 1994          | 1995          | 1996  | 1997          | 1998          | 1999          | 2000  | 2001          | 2002          | 2003          | 2004 | 2005          | 2006          | 2007          |
| --------------------- | --------------------- | ------------- | ------------- | ------------- | ----- | ------------- | ------------- | ------------- | ----- | ------------- | ------------- | ------------- | ---- | ------------- | ------------- | ------------- |
|                       | Milan San Remo        | —             | —             | —             | 51.º  | —             | 37.º          | 47.º          | —     | —             | —             | —             | —    | —             | —             | —             |
| E3 Harelbeke          | E3 Harelbeke          | —             | —             | —             | —     | —             | —             | —             | —     | —             | —             | 37.º          | 21.º | —             | —             | 14.º          |
| Gante-Wevelgem        | Gante-Wevelgem        | —             | —             | —             | —     | —             | —             | —             | —     | —             | —             | —             | Ab.  | —             | —             | —             |
| Flecha Brabanzona     | Flecha Brabanzona     | —             | —             | —             | 10.º  | 3.º           | 3.º           | 2.º           | 8.º   | 1.º           | 9.º           | 1.º           | 2.º  | —             | —             | 6.º           |
| Amstel Gold Race      | Amstel Gold Race      | —             | —             | —             | 67.º  | 47.º          | 4.º           | 1.º           | 2.º   | 9.º           | 3.º           | 2.º           | 2.º  | 2.º           | 3.º           | 5.º           |
| Flecha Valona         | Flecha Valona         | —             | 49.º          | —             | 28.º  | 14.º          | 12.º          | 5.º           | 13.º  | 9.º           | 9.º           | 12.º          | —    | —             | —             | —             |
|                       | Lieja-Bastoña-Lieja   | —             | —             | —             | —     | —             | 5.º           | 2.º           | 17.º  | 5.º           | 13.º          | 3.º           | 2.º  | 3.º           | 5.º           | 6.º           |
| HEW Cyclassics        | HEW Cyclassics        | —             | —             | —             | —     | —             | —             | —             | —     | —             | —             | 66.º          | —    | —             | —             | —             |
| Clásica San Sebastián | Clásica San Sebastián | —             | 69.º          | 72.º          | 36.º  | 42.º          | —             | —             | 129.º | —             | 138.º         | 8.º           | 73.º | —             | 86.º          | —             |
| Wincanton Classic     | Wincanton Classic     | —             | 35.º          | —             | 35.º  | 74.º          | —             | —             | —     | —             | —             | —             | —    | —             | —             | —             |
| Campeonato de Zúrich  | Campeonato de Zúrich  | —             | 90.º          | 99.º          | —     | —             | —             | 6.º           | —     | Ab.           | 29.º          | —             | —    | —             | 4.º           | —             |
| Grand-Prix de Plouay  | Grand-Prix de Plouay  | —             | —             | 20.º          | —     | —             | —             | —             | —     | —             | —             | —             | —    | 40            | —             | —             |
| París-Tours           | París-Tours           | —             | 140.º         | —             | 103.º | 78.º          | 56.º          | 21.º          | 87.º  | —             | 67.º          | —             | —    | —             | Ab.           | —             |
|                       | Giro de Lombardía     | —             | 36.º          | —             | —     | 40.º          | 2.º           | 15.º          | 16.º  | 3.º           | 6.º           | 10.º          | 2.º  | —             | 8.º           | —             |
| JJ. OO. (Ruta)        | JJ. OO. (Ruta)        | No se disputó | No se disputó | No se disputó | —     | No se disputó | No se disputó | No se disputó | —     | No se disputó | No se disputó | No se disputó | Ab.  | No se disputó | No se disputó | No se disputó |
| Mundial en Ruta       | Mundial en Ruta       | —             | Ab.           | Ab.           | Ab.   | 50.º          | 6.º           | —             | —     | 43.º          | 109.º         | 5.º           | 7.º  | 18.º          | 28.º          | 12.º          |
| Países Bajos en Ruta  | Países Bajos en Ruta  | —             | —             | —             | —     | 1.º           | 1.º           | —             | —     | 4.º           | 27.º          | —             | —    | 63            | 1.º           | 4.º           |

-: No participa

Ab.: Abandona

X: Ediciones no celebradas